# RW Cygni
RW Cygni (RW Cyg / HIP 101023 / BD+39 4208) es una estrella variable en la constelación de Cygnus. De magnitud aparente media +8,81, se encuentra a unos 75 segundos de arco al oeste de la brillante Sadr (γ Cygni). 
Miembro de la asociación estelar Cygnus OB9, la medida de su paralaje realizada por el satélite Hipparcos (1,28 milisegundos de arco), sitúa a RW Cygni a unos 2550 años luz del sistema solar.
Otro estudio, sin embargo, eleva esta cifra hasta los 3600 años luz.
RW Cygni es una supergigante roja de tipo espectral M3 I con una temperatura efectiva de 3920 K.
Es una supergigante de gran tamaño, con un radio comprendido entre 680 y 980 veces el radio solar. Considerando la cifra más conservadora, su radio equivale a 3,3 UA, por lo que si se hallase en el lugar del Sol, las órbitas de los primeros cuatro planetas —la Tierra inclusive— quedarían englobadas en el interior de la estrella.
No obstante, es superada en tamaño por otras estrellas como VY Canis Majoris, VV Cephei o BC Cygni, esta última también en la constelación de Cygnus.
Con una masa de aproximadamente 20 masas solares, se estima que su pérdida de masa estelar —en forma de polvo, ya que el gas atómico y molecular no ha podido ser evaluado— es de 3,2 × 10-9 masas solares por año.
Catalogada como una estrella variable semirregular SRC, el brillo de RW Cygni varía entre magnitud +8,0 y +9,5 con un período aproximado de 580 ± 80 días.